# Hydrocotyle nixoides
Hydrocotyle nixoides är en växtart i släktet Hydrocotyle och familjen araliaväxter.
Arten är en perenn ört som förekommer i Colombia och nordvästra Venezuela. Den beskrevs av Mildred Esther Mathias och Lincoln Constance 1951.